# 达萨斯瓦梅朵河坛

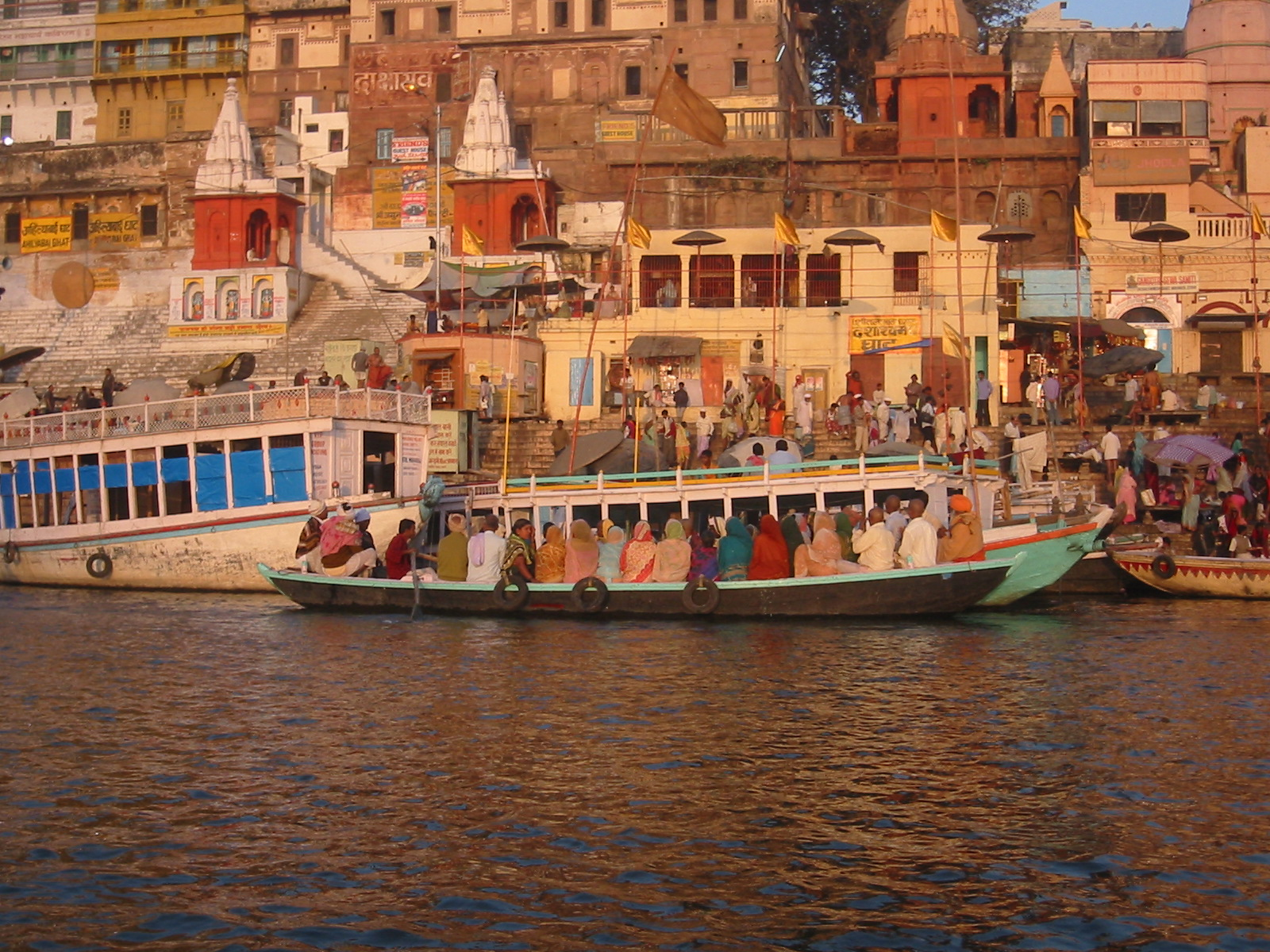
达萨斯瓦梅朵河坛

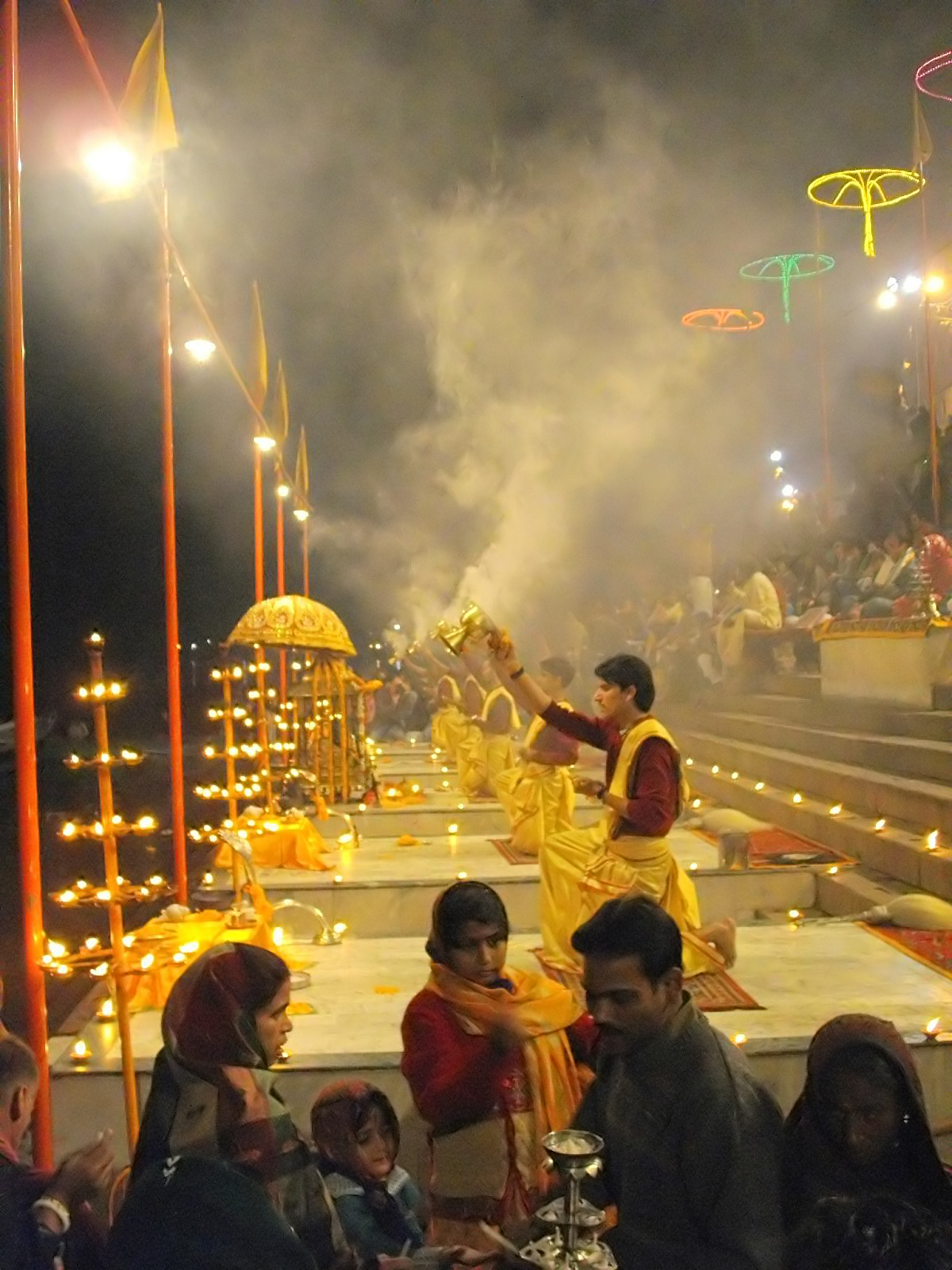
晚间仪式

达萨斯瓦梅朵河坛（Dashashwamedh Ghat，印地语: दशाश्वमेध घाट）是瓦拉納西恒河上主要的河坛，靠近Vishwanath 寺，可能是最壮观的河壇。有两个印度教神话与它相关联：其中一个称梵天创造了它以欢迎湿婆，另一个称梵天在火祭中奉献了十匹马。
靠近达萨斯瓦梅朵河坛，俯瞰恒河有一座天文台，由斋浦尔的斋·辛格建于1737年。
每天晚上，都有一群祭司在此举行拜火仪式，供奉湿婆、恒河 、太阳、火和整个宇宙。星期二和宗教节日举行特别仪式。 

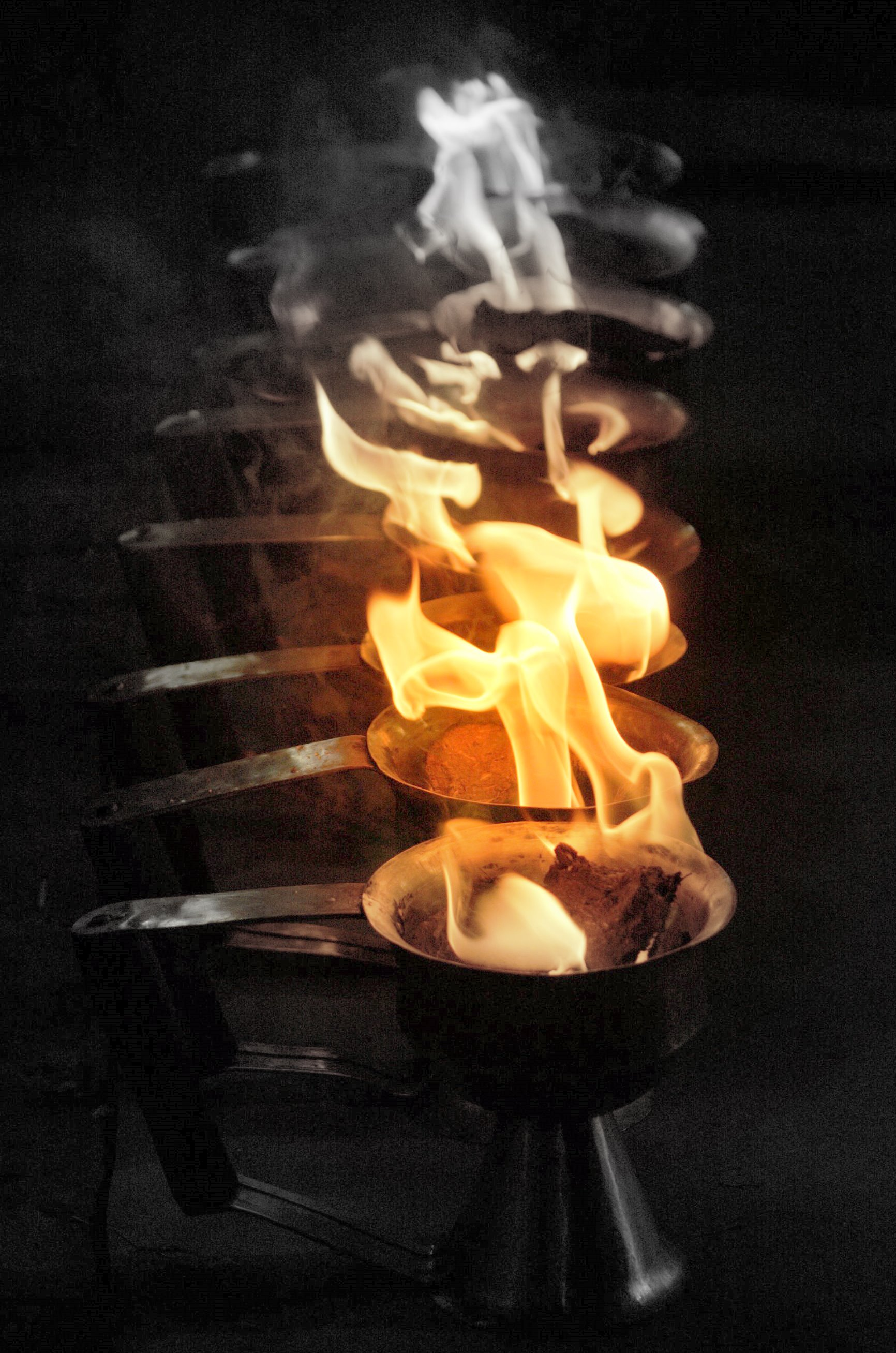
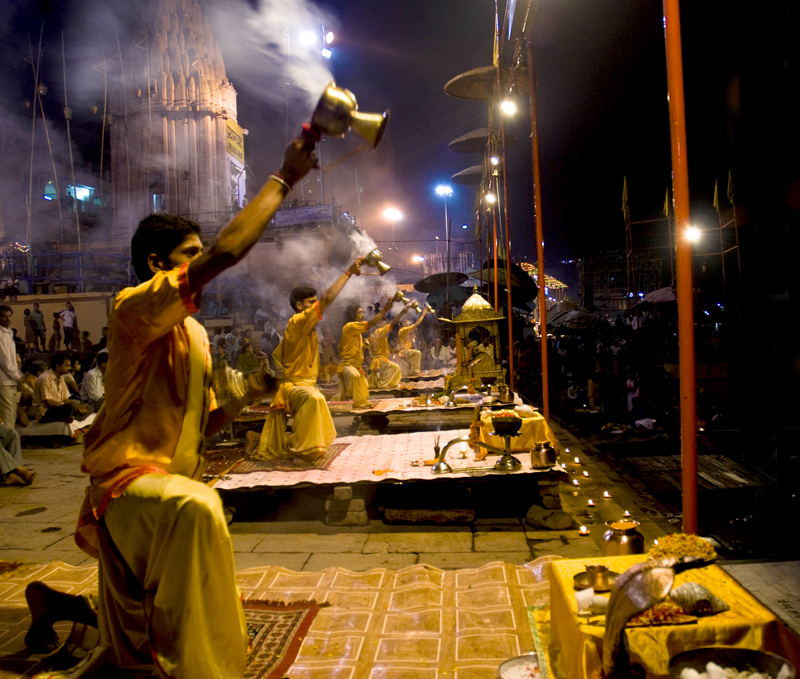
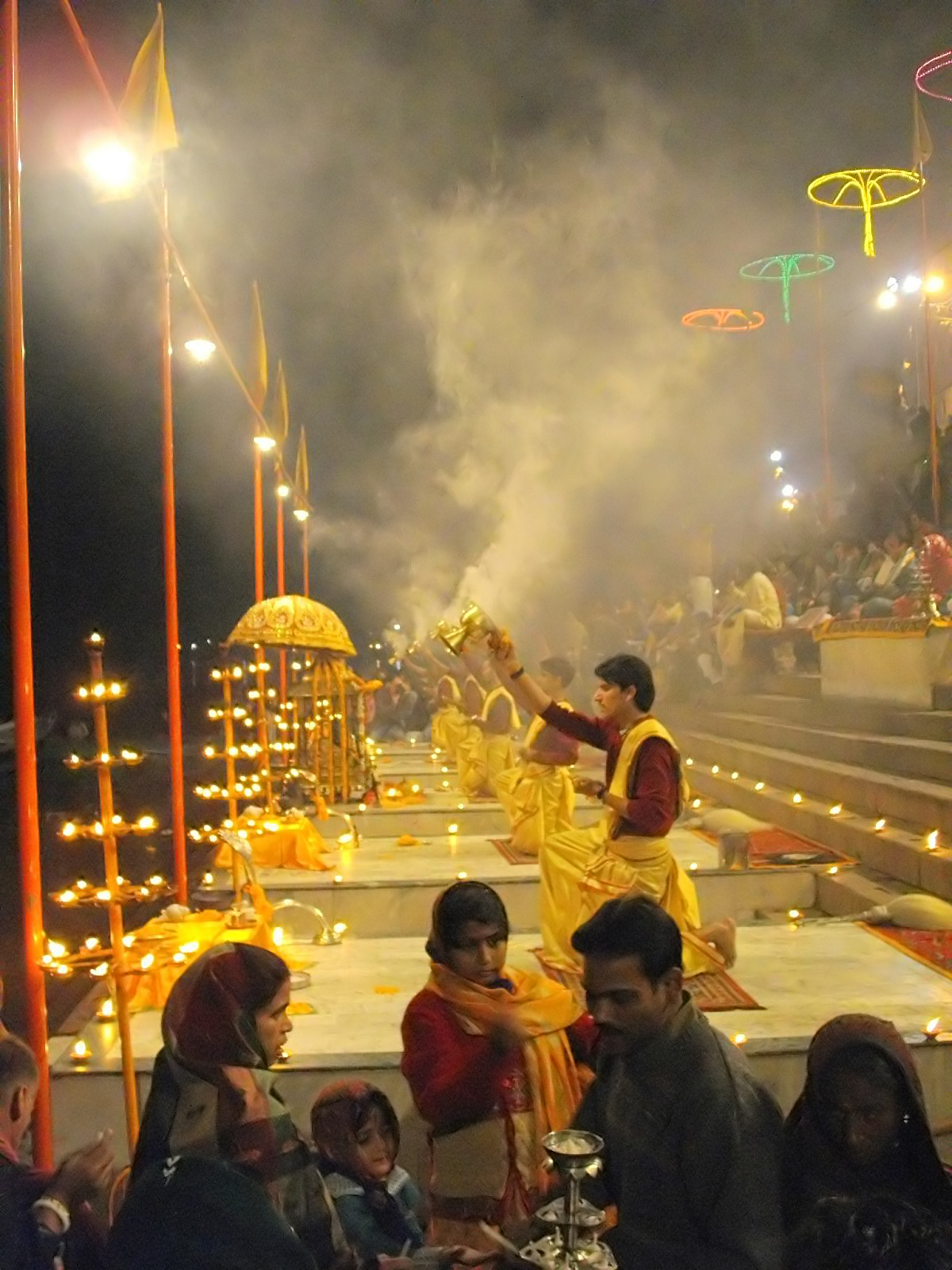
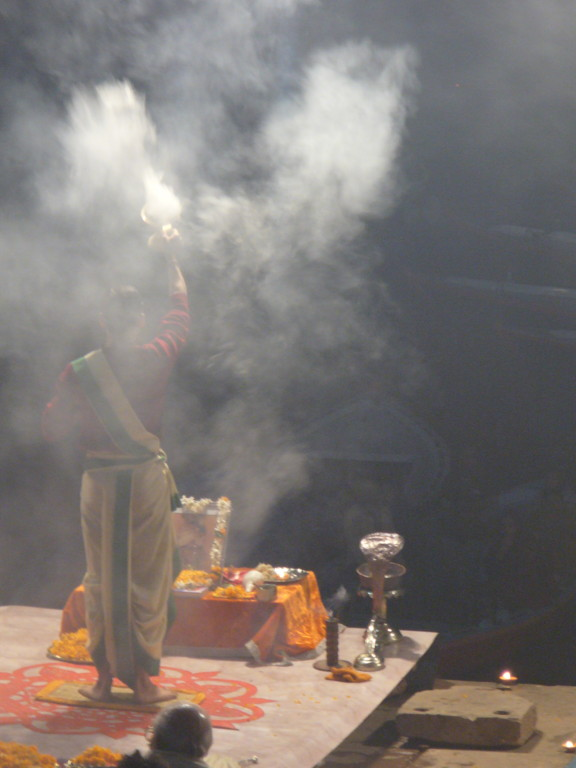
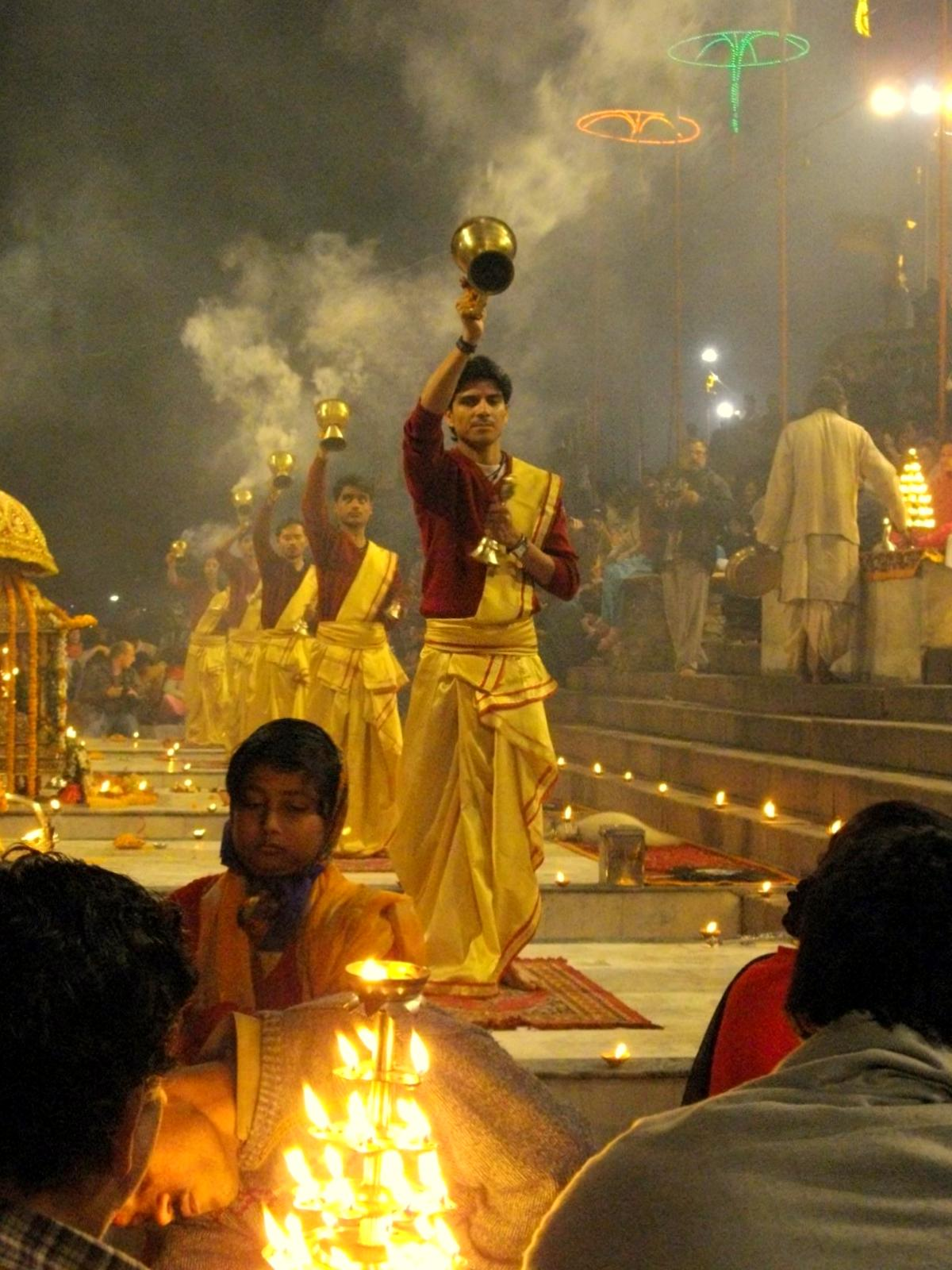
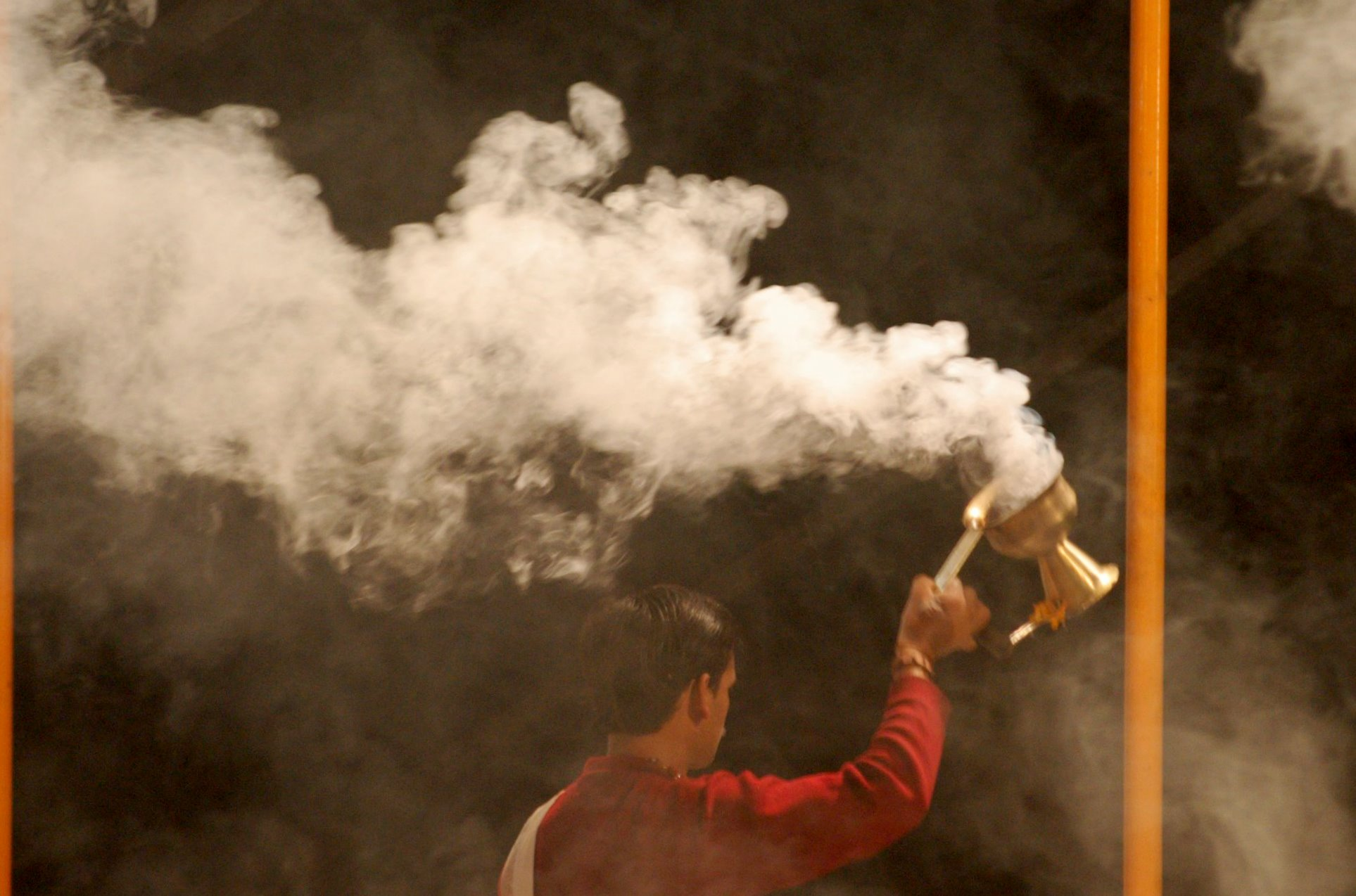
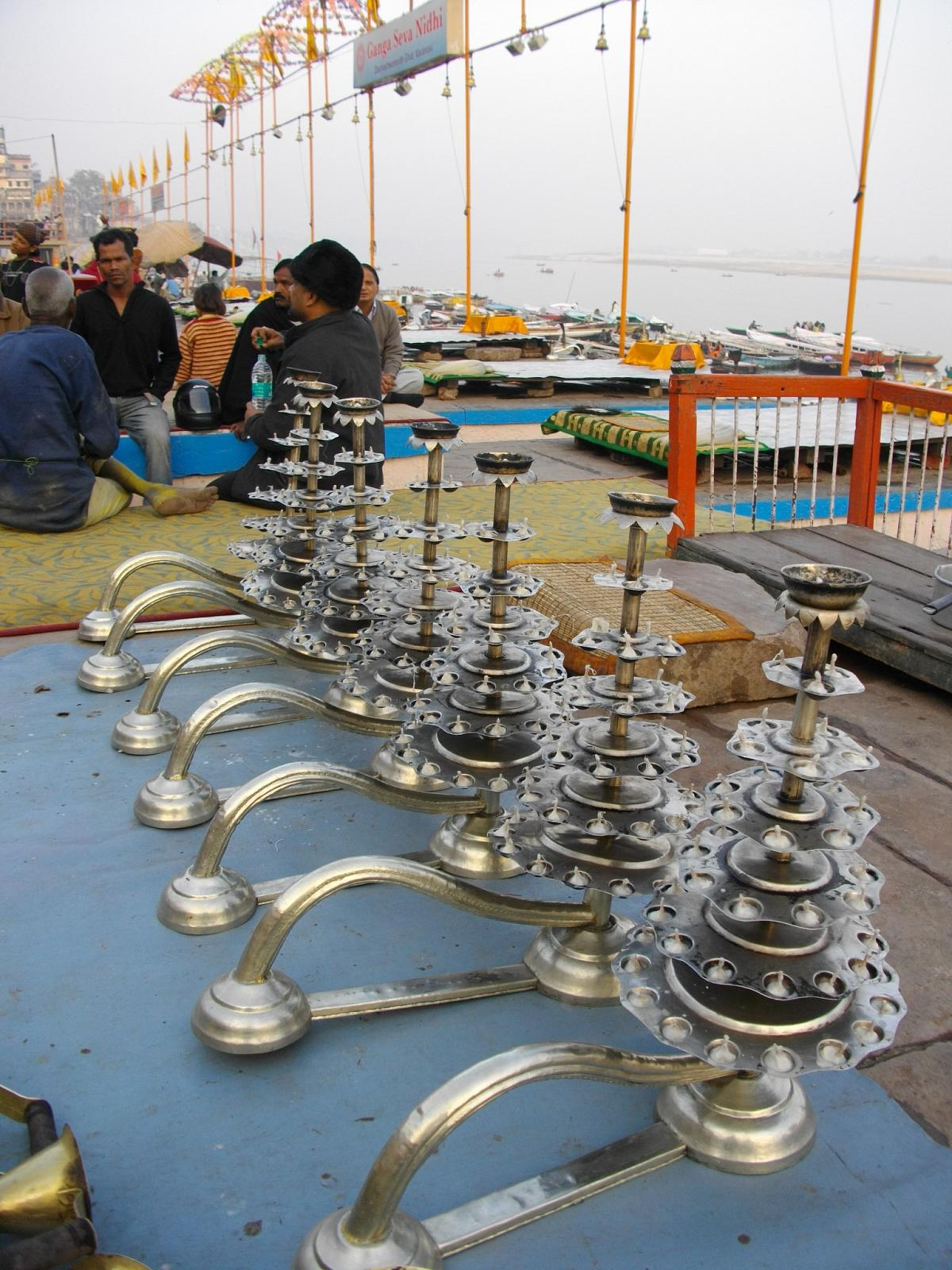
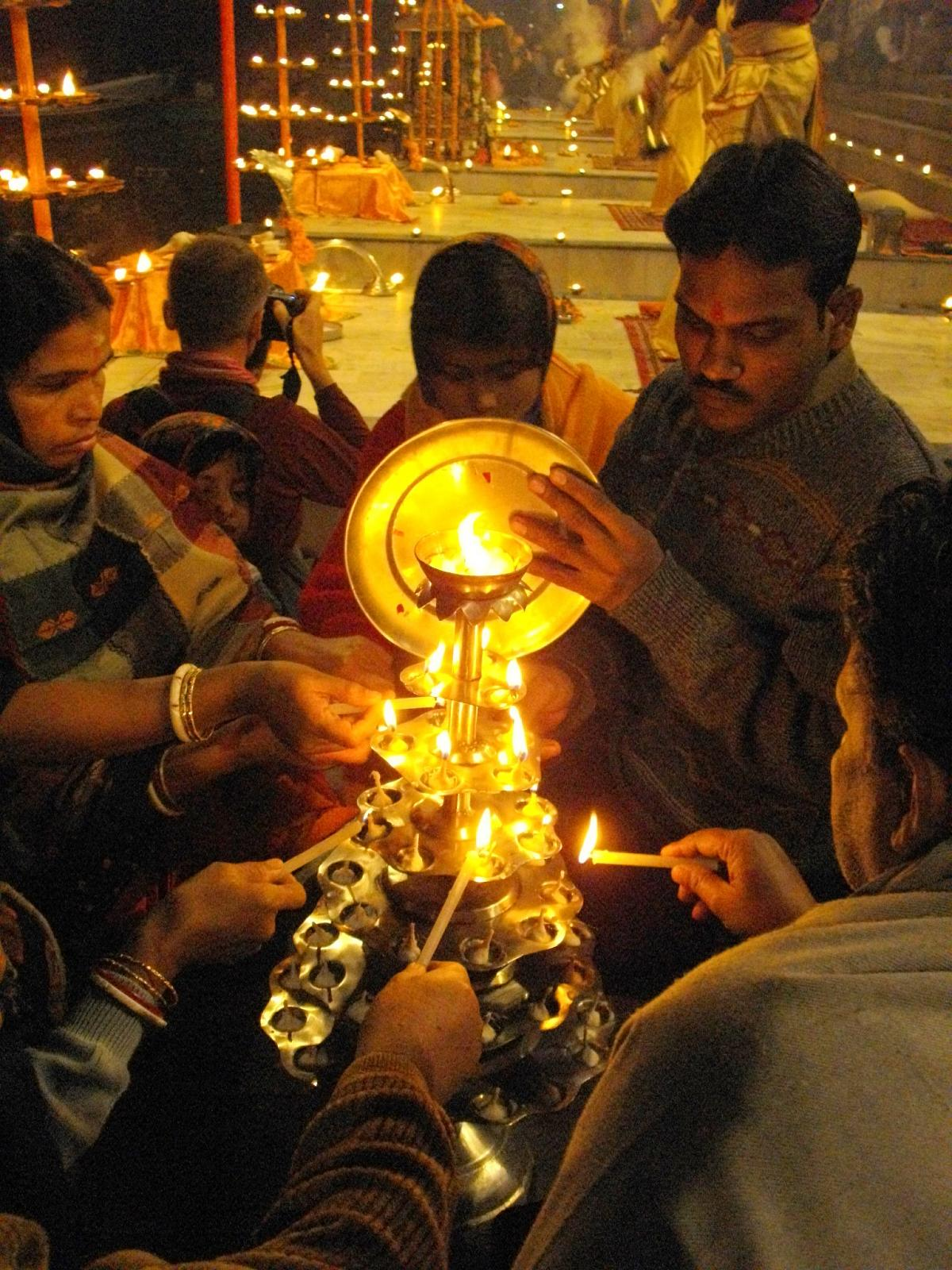
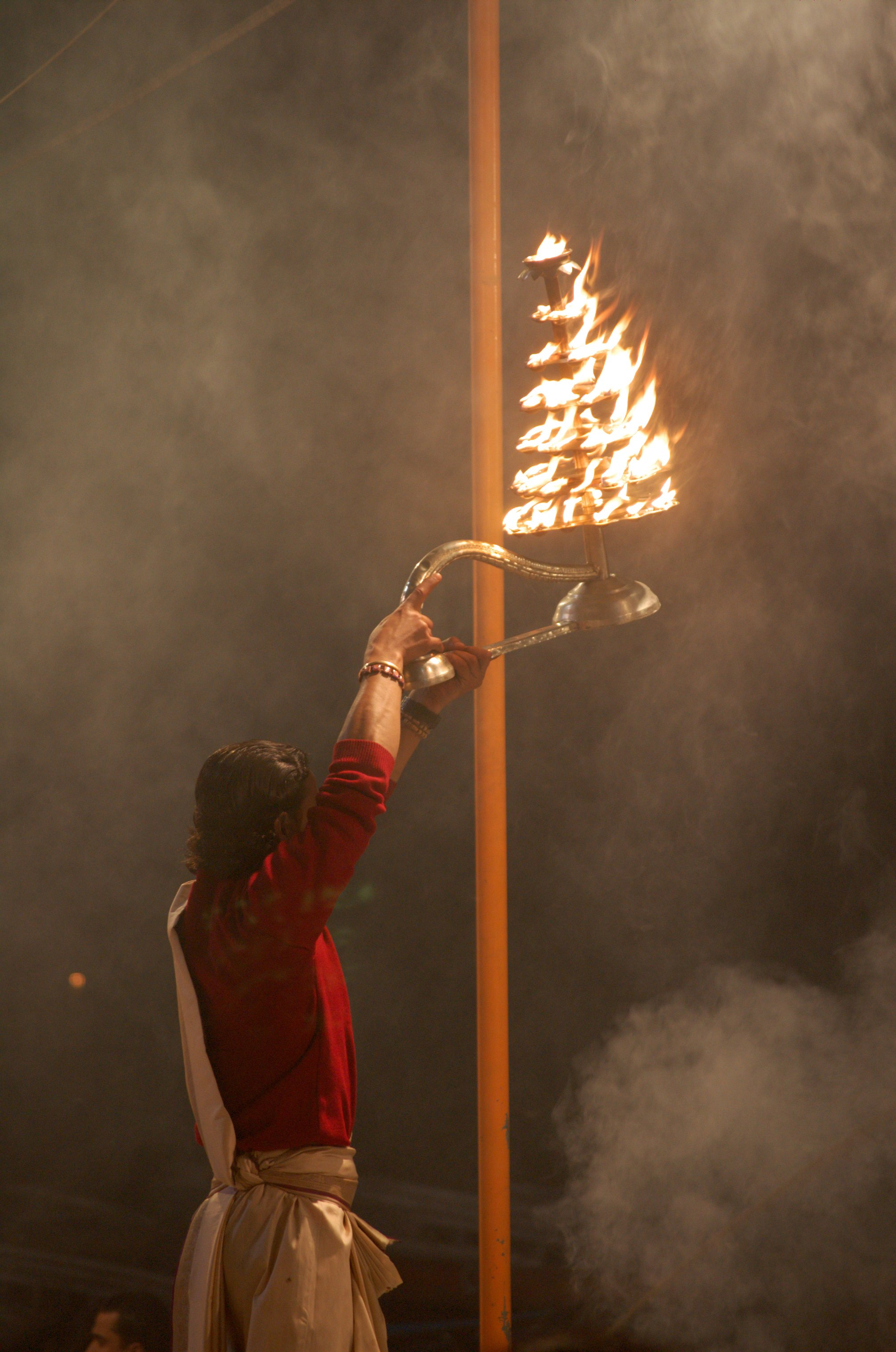
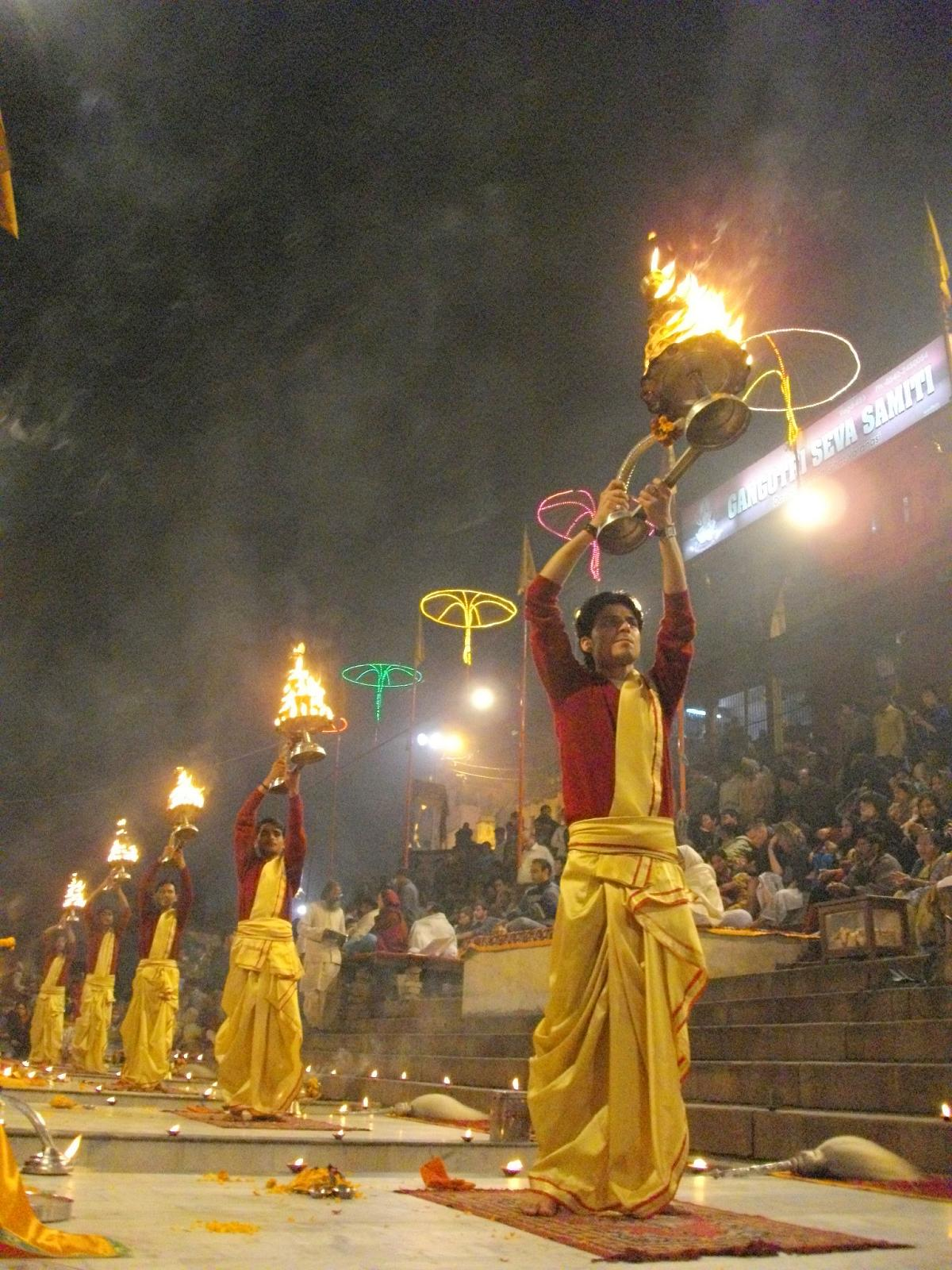
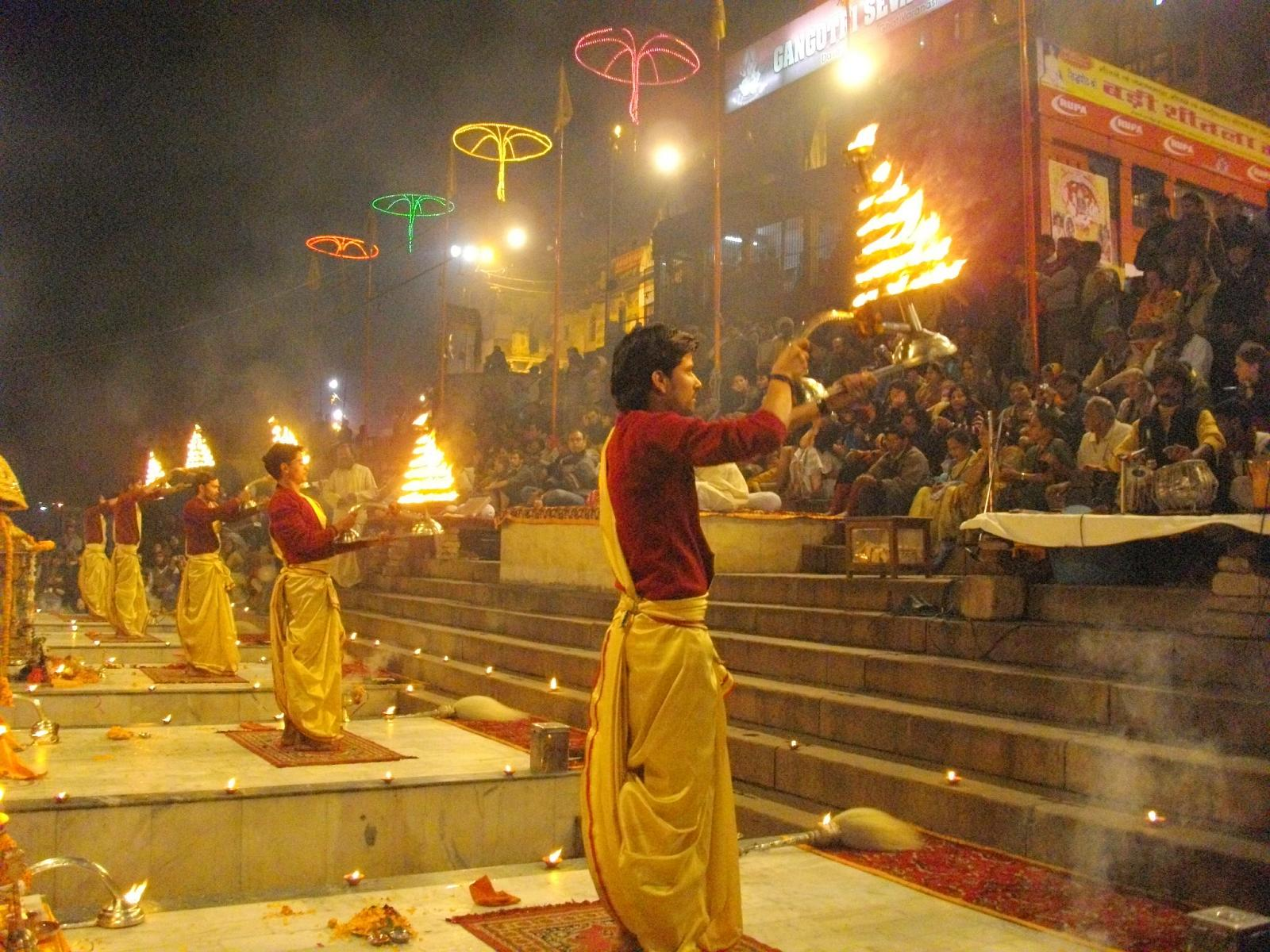
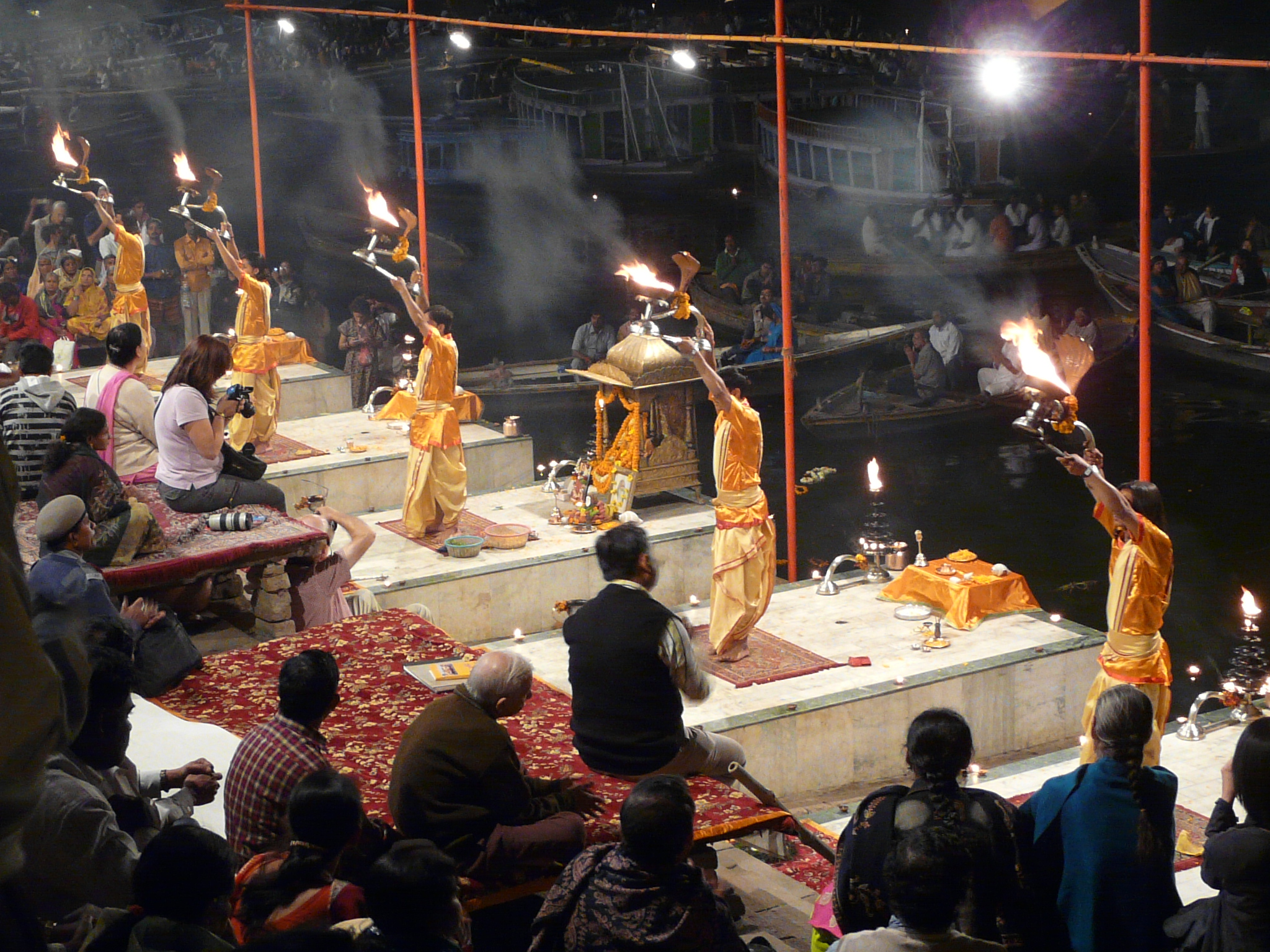
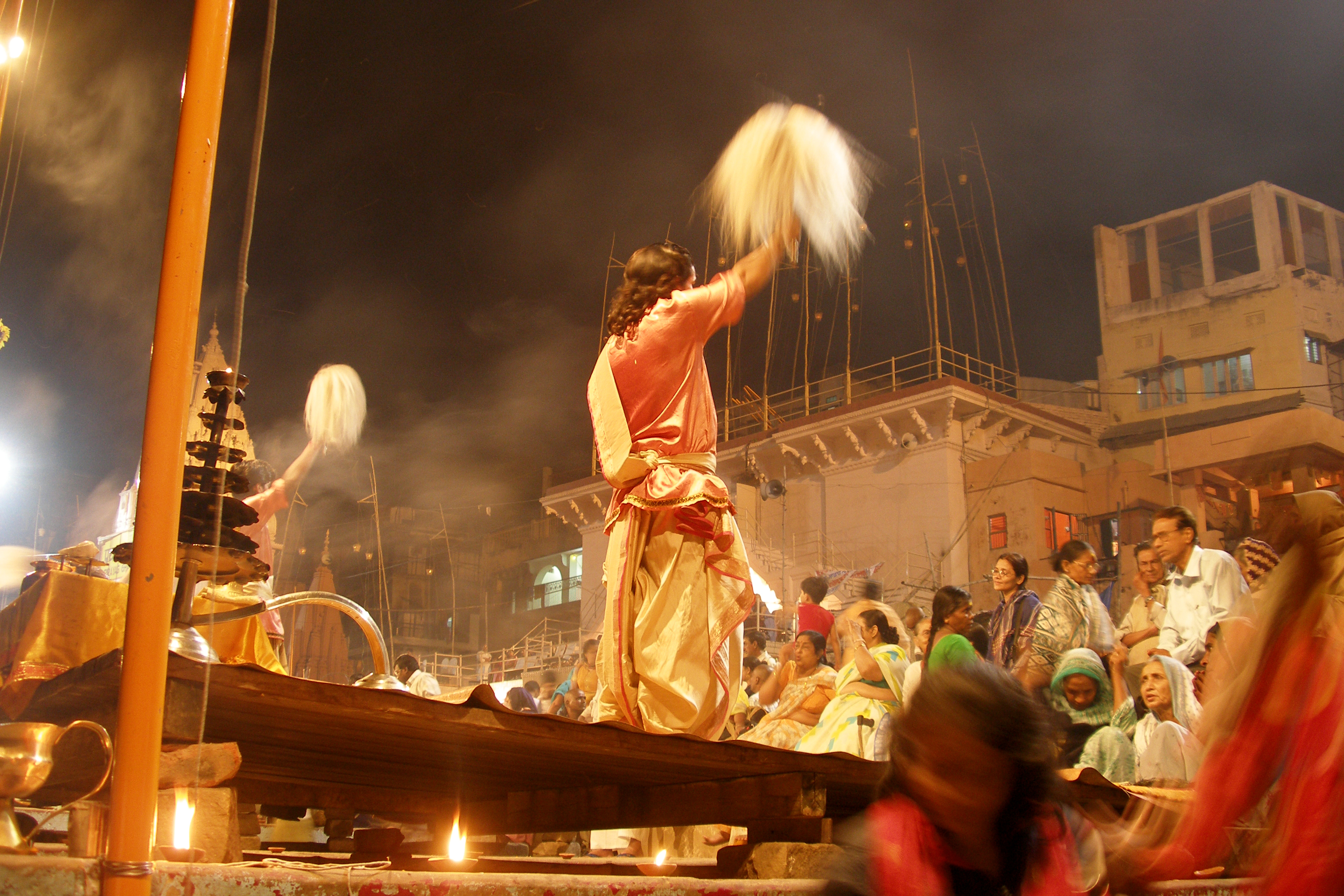
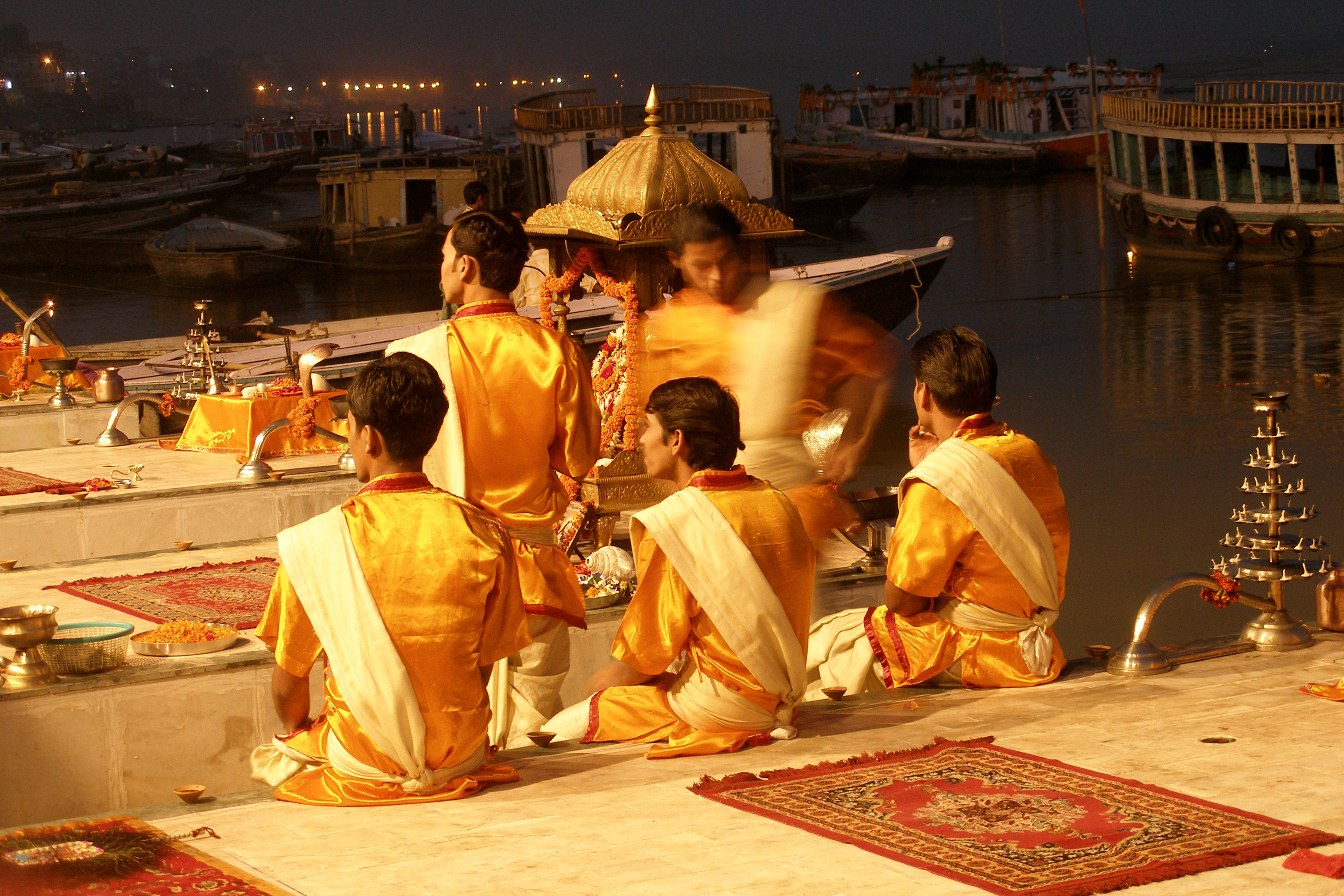
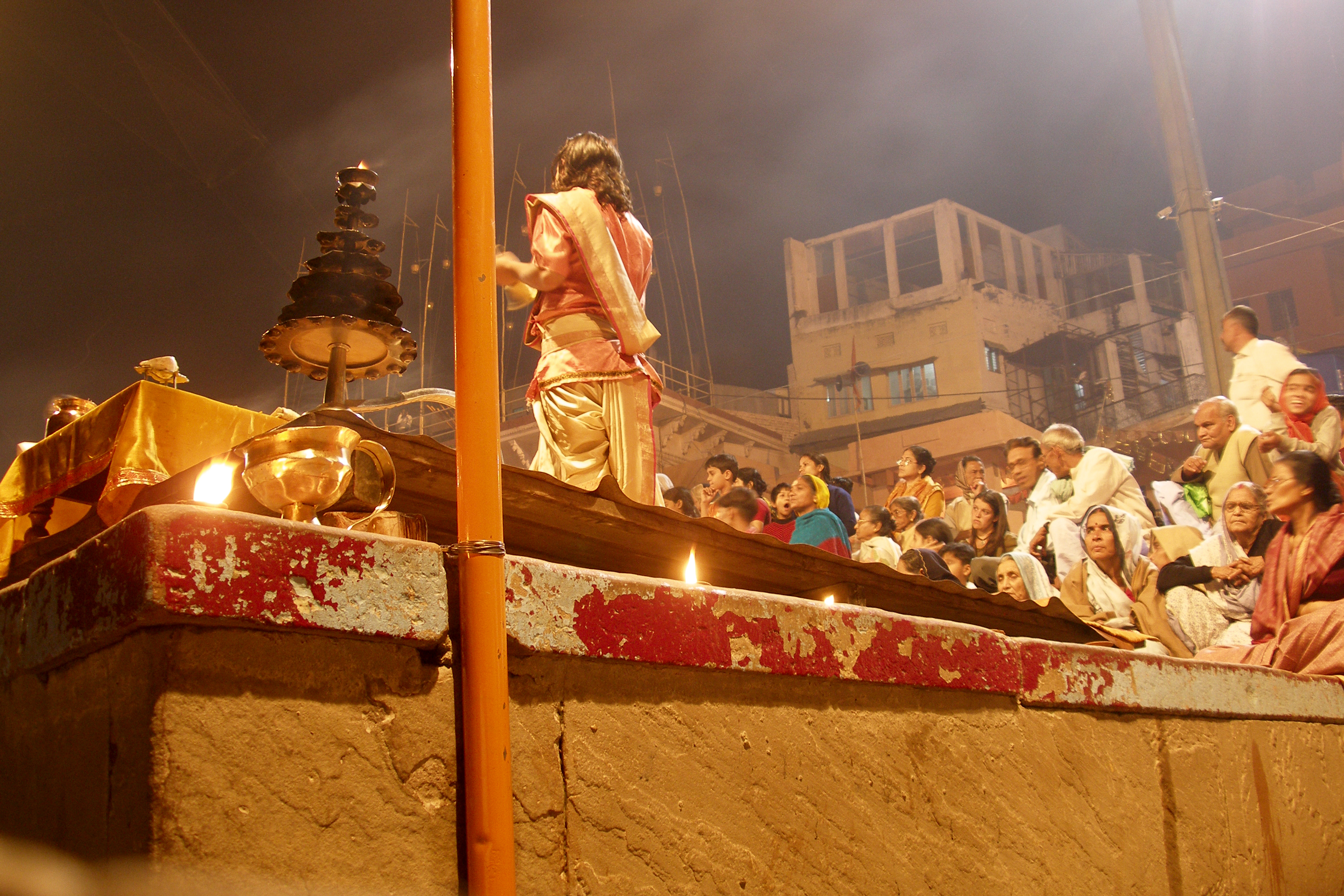
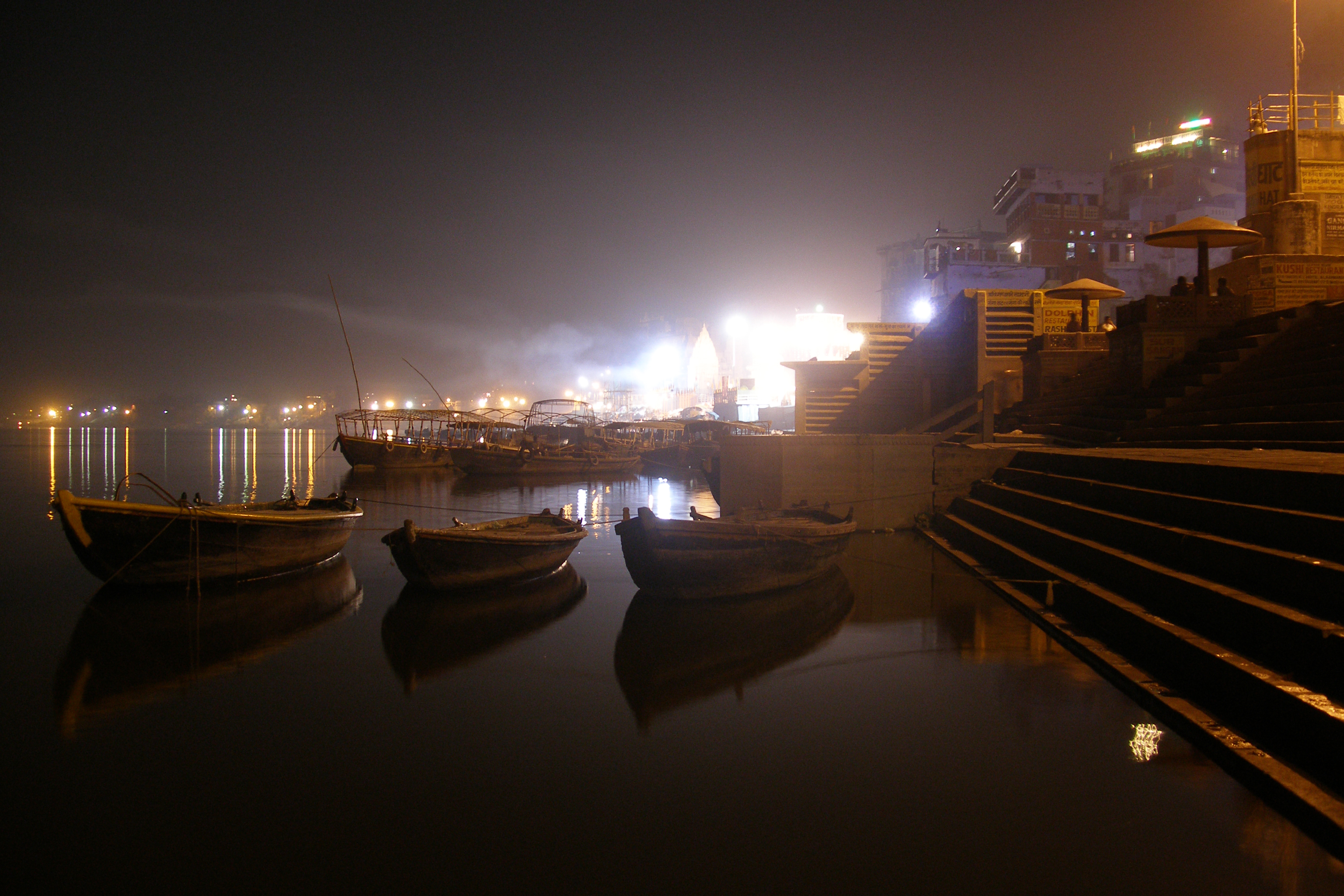

2010年12月7日，在此发生爆炸，造成2人死亡，37人受伤，包括6名外国游客，印度圣战者宣布对此负责。